# Atirar e chorar
Atirar e chorar (hebraico: יורים ובוכים, romanizado: yorim ve bochim) é uma expressão usada para descrever livros, filmes ou outras formas de mídia que retratam soldados expressando remorso por ações que foram ordenados a realizar durante seu serviço. Muitas vezes, tem sido associada a uma prática que alguns ex-soldados das Forças de Defesa de Israel seguem.

## Descrições
Gil Hochberg descreveu "atirar e chorar" como um soldado "se arrependendo das coisas que teve que fazer". Esse "pedido de desculpas não apologético" foi o modelo de autocrítica promovido em Israel em muitas obras politicamente reflexivas da literatura e do cinema como "uma forma de manter a autoimagem da nação como jovem e inocente. Junto com seu senso de vocação contra a realidade da guerra, crescente violência militar, ocupação, invasão, [havia] [...] uma sensação geral de que as coisas estavam dando errado".
Felice Naomi Wonnenberg (escrevendo no livro Contemporary Jewish Reality in Germany and Its Reflection in Film) descreveu "atirar e chorar" como pessoas que estão "cientes das questões problemáticas da guerra, mas ainda assim participam dela".
Sarah Benton descreveu isso como "um ato pelo qual o soldado limpa sua consciência (pelo menos um pouco), sem assumir responsabilidade pessoal ou quaisquer medidas práticas, seja para prevenir 'comportamento inapropriado de soldados em campo' quando ocorre ou para corrigir injustiças e processar criminosos mais tarde".
Karen Grumberg observou que "o soldado sionista, um homem com consciência, detesta a violência, mas percebe que deve agir violentamente para sobreviver; o dilema o faz chorar enquanto puxa o gatilho. Olhando para dentro, ele se desespera com a violência que se sente compelido a praticar dessa forma porque teme sua corrupção moral."

## Representações na mídia

### Literatura
- Si’ah Lohamim (Fighters’ Discourse) (1968)[6]

### Filmes
- Shoot and Cry (1988)[11][12]
- Time for Cherries (1991)[13]
- Beaufort (2007)[10]
- Waltz with Bashir (2008)[14]
- Lebanon (2009)[15]

### Televisão
- Fauda (2015–20)[1]